# Ti scatterò una foto
Ti scatterò una foto è un singolo del cantautore italiano Tiziano Ferro, pubblicato il 20 gennaio 2007 come terzo estratto dal terzo album in studio Nessuno è solo.

## Descrizione
Seconda traccia dell'album, il brano è stato inserito nella colonna sonora del film Ho voglia di te uscito nel 2007.
Il brano è stato inoltre tradotto in lingua spagnola con il titolo Te tomaré una foto.

## Video musicale
In rotazione sui canali dedicati dal 20 gennaio 2007, il video è stato girato a Roma da Luis Prieto, regista del film Ho voglia di te, e alterna scene del film con altre in cui viene mostrato Ferro insieme all'attrice Laura Chiatti.

## Tracce
CD promozionale (Italia)
1. Ti scatterò una foto – 4:34

CD singolo (Italia)
1. Ti scatterò una foto – 4:34
2. Te tomaré una foto – 4:34
3. Ti scatterò una foto (Video) – 4:10

Download digitale
1. Ti scatterò una foto – 4:32
2. Y estaba contentísimo – 4:12
3. Stop! Olvídate (Acoustic Version) – 3:59
4. Te tomaré una foto – 4:33

## Classifiche

### Classifiche settimanali
| Classifica (2007) | Posizione massima |
| ----------------- | ----------------- |
| Italia            | 3                 |
| Svizzera          | 98                |

### Classifiche di fine anno
| Classifica (2007) | Posizione |
| ----------------- | --------- |
| Italia            | 16        |